# Джоїоза-Мареа
Джоїоза-Мареа (італ. Gioiosa Marea, сиц. Giujusa) — муніципалітет в Італії, у регіоні Сицилія,  метрополійне місто Мессіна.
Джоїоза-Мареа розташована на відстані близько 470 км на південний схід від Рима, 135 км на схід від Палермо, 60 км на захід від Мессіни.
Населення — 7139 осіб (2014).
Щорічний фестиваль відбувається 6 грудня. Покровитель — San Nicolò.

## Демографія
Населення за роками:

Станом на 1 січня 2023 року в муніципалітеті офіційно проживало 296 іноземців з 39 країн, серед них 131 громадянин країн Євросоюзу та 14 громадян України.

## Сусідні муніципалітети
- Монтаньяреале
- Патті
- Піраїно
- Сант'Анджело-ді-Броло
- Броло
- Капо-д'Орландо